# Siewiernyj (przystanek kolejowy w obwodzie moskiewskim)
Siewiernyj (ros. Северный) – przystanek kolejowy w miejscowości Oriechowo-Zujewo, w rejonie oriechowsko-zujewskim, w obwodzie moskiewskim, w Rosji. Położony jest na Wielkim Pierścieniu Kolei Moskiewskiej, w obrębie stacji Oriechowo-Zujewo.
Perony są od siebie oddalone o ok. 250 m w linii prostej. Pomiędzy nimi mieści się torowisko stacji Oriechowo-Zujewo.